# 1439 Vogtia
1439 Vogtia eller 1937 TE är en asteroid i huvudbältet, som upptäcktes 11 oktober 1937 av den tyske astronomen Karl Wilhelm Reinmuth i Heidelberg. Den har fått sitt namn efter den tyske astronomen Heinrich Vogt.
Asteroiden har en diameter på ungefär 50 kilometer och den tillhör asteroidgruppen Hilda.